# San Mango Piemonte
San Mango Piemonte – miejscowość i gmina we Włoszech, w regionie Kampania, w prowincji Salerno.
Według danych na rok 2004 gminę zamieszkiwały 2164 osoby, 432,8 os./km².